# Lac Île-à-la-Crosse
Der Lac Île-à-la-Crosse ist ein See in der kanadischen Provinz Saskatchewan.

## Lage
Der 391 km² große langgestreckte See ist in mehrere Arme gegliedert. Der Churchill River mündet in einen Seitenarm im nordwestlichen Teil des Sees. Er durchfließt den See über eine Strecke von 90 km und verlässt diesen an dessen Nordostende bei der Ortschaft Patuanak. Am westlichen Seeende des langgestreckten Sees liegt der Ort Île-à-la-Crosse. Der Beaver River mündet von Süden kommend in einen Seitenarm des Sees. Ein weiterer Zufluss, der Canoe River, trifft von Westen kommend auf den Lac Île-à-la-Crosse. Der Saskatchewan Highway 918 verläuft entlang dem Südostufer des Sees nach Patuanak. Das Einzugsgebiet des Lac Île-à-la-Crosse umfasst 78.700 km². Der mittlere Abfluss des Churchill River bei Verlassen des Sees beträgt 120 m³/s.